# كارل براون (لاعب كريكت)
كارل براون (17 مايو 1988 في المملكة المتحدة - ) (بالإنجليزية: Karl Brown)‏ هو لاعب كريكت بريطاني. لعب مع نادي مقاطعة لانكشر للكريكت ‏.

## وصلات خارجية
- كارل براون على موقع إي آس بي آن كريك إنفو (الإنجليزية)